# František Kejla
František Kejla (23. listopadu 1914, Lišany — 26. června 1981, Měšice u Prahy) byl dlouholetý učitel katedry matematiky a deskriptivní geometrie na stavební fakultě Českého vysokého učení technického v Praze.
Krátce po jeho narození jeho otec odešel do bojů na haličské frontě, kde se stal od května 1915 nezvěstným, takže František svého otce nikdy nepoznal. Jeho matka se o něj nadále starala sama. Po obecné škole v Lišanech (1920—1925) studoval na státní reálce v Rakovníku (1925 — 1932), od zimního semestru 1932 po maturitě se zapsal na přírodovědeckou fakultu University Karlovy v Praze. Učitelskou aprobaci získal v roce 1938 složením II. státní zkoušky z matematiky a deskriptivní geometrie.
Již na reálce získával kondicemi prostředky ke studiu, obdobně tomu bylo na vysoké škole, kdy k tomu od roku 1937/38 přistoupila výuka těsnopisu, který si oblíbil již za studií na reálce, na soukromé obchodní škole. K tomu účelu také vykonal potřebnou státní zkoušku z těsnopisu. Po ukončení studií bydlel dále ve Studentské kolonii na Letné a proto byl v akci proti českým vysokým školám 17. listopadu 1939 okupanty uvězněn s dalšími studenty v koncentračním táboře Sachsenhausen, odkud byl propuštěn po 13 měsících na Vánoce v roce 1940. Po návratu vyučoval opět těsnopis na obchodních školách a v některých velkých podnicích v Praze až do května 1945. Během 2. světové války se seznámil s prof. Dr. Františkem Vyčichlem, který poznal jeho pedagogické schopnosti a hluboké znalosti z matematiky, a proto si jej vybral za jednoho ze svých asistentů. Potom František Kejla 35 let pracoval jako vysokoškolský učitel nejdříve v I. ústavu matematiky, poté na katedře matematiky a deskriptivní geometrie. Během těchto let vedl cvičení z matematiky, konzultace v dálkovém studiu a posléze přednášel matematiku pro obor konstrukce a dopravní stavby.
Vedle své pedagogické práce vykonával mnoho funkcí na vysoké škole (ať již šlo o funkce pedagogické, odborářské či stranické), své pedagogické snahy uplatnil také mimo školu, zejména v Socialistické akademii.
Odbornou literární činnost začal články týkajícími se výuky těsnopisu, dále uveřejnil pro středoškolské studenty několik zajímavých sdělení v Rozhledech matematickofyzikálních a ve Sborníku prací pro průmyslové školy. Dále byl spoluautorem skript pro studenty přicházející do I. ročníku vysokých technických škol, příp. pro 1. ročník jejich studia na stavebním oboru. Je též jedním z autorů „Přehledu užité matematiky", který je velmi znám právě mezi pracovníky z praxe. Neméně významná byla jeho posudková činnost, která vždy vedla k metodickému a didaktickému zpřesnění textu.
Za svou celoživotní práci pro výchovu stavebních inženýrů byl v roce 1979 vyznamenán Medailí ČVUT I. stupně.